# William Alston
William Payne Alston (Shreveport, 29 novembre 1921 – Jamesville, 13 settembre 2009) è stato un filosofo statunitense.
Ha conseguito il dottorato di ricerca all'Università di Chicago e ha insegnato all'Università di Syracuse, alla Rutgers University e all'Università del Michigan.
Ha contribuito alla filosofia del linguaggio, all'epistemologia e alla filosofia cristiana. Come altri filosofi statunitensi, è annoverato tra i filosofi analitici.
Molto influenti sono state le sue opinioni sul fondazionalismo, sull'internalismo contro l'esternalismo, sugli atti illocutori e sul valore epistemico dell'esperienza mistica.

## Biografia
William Payne Alston è nato il 29 novembre 1921 a Shreveport, i suoi genitori erano William Alston e Eunice Schoolfield. Diplomatosi al liceo a 15 anni e frequentato il college si diploma nel 1942 con un Bachelor of Music in pianoforte. Durante il secondo conflitto mondiale vive in California, suonando clarinetto e grancassa in una banda militare. Durante il servizio inizia ad interessarsi alla filosofia, ispirato dal libro Il filo del rasoio di William Somerset Maugham.
Dopo il congedo si iscrive ad all'Università di Chicago, dove consegue il dottorato di ricerca (PHD) nel 1951. Grazie a questo viene assunto presso l'Università del Michigan, dove insegna filosofia per i successivi 22 anni e dove ha potuto affermarsi a livello nazionale come filosofo.
Successivamente si è trasferito prima alla Rutgers University e successivamente all'Università dell'Illinois - Urbana-Champaign. Dal 1980 insegna alla facoltà della Università di Syracuse.
È morto il 13 settembre 2009 a Jamesville, all'età di 87 anni, ospite in una casa di cura.

### Carriera
Insieme ad Alvin Plantinga, Nicholas Wolterstorff e Robert Adams, Alston ha contribuito a fondare la rivista Faith and Philosophy e la Society of Christian Philosophers. Con Plantinga, Wolterstorff, e altri, Alston è stato anche responsabile per lo sviluppo dell'epistemologia riformata (un termine che Alston, un episcopale, non hai mai pienamente appoggiato), uno dei contributi più importanti per il pensiero cristiano nel XX secolo.
Alston è stato presidente della American Philosophical Association nel 1979 ed è stato riconosciuto come una delle figure fondamentali nel tardo ventesimo secolo per la rinascita della filosofia della religione. Fu inoltre eletto fellow alla American Academy of Arts and Sciences nel 1990.

## Opere
- Alston, William P., Beyond "Justification": Dimensions Of Epistemic Evaluation,Ithaca, N.Y.: Cornell University Press, 2005
- Alston, William P., Illocutionary Acts and Sentence Meaning, Ithaca, N.Y.: Cornell University Press, 2000
- Alston, William P., A Realist Conception of Truth, Ithaca, N.Y.: Cornell University Press, 1996
- Alston, William P., Epistemic Justification: Essays in the Theory of Knowledge, Ithaca, N.Y.: Cornell University Press, 1996
- Alston, William P., The Reliability of Sense Perception, Ithaca, N.Y.: Cornell University Press, 1993
- Alston, William P., Perceiving God: The Epistemology of Religious Experience, Ithaca, N.Y.: Cornell University Press, 1991
- Alston, William P., Divine Nature and Human Language: Essays in Philosophical Theology. Ithaca, NY: Cornell University Press, 1989.
- Alston, William P., Philosophy of Language, Englewood Cliffs, Prentice Hall, 1964